# Francis Cabrel
Francis Cabrel (Agen, 1953. november 23. –) francia énekes, zeneszerző, előadóművész. Zenei stílusa: blues és country, melyet gyakran folkelemekkel színesít.

## Pályafutása
Agen a Lot és Garonne folyók vidékén, Dél-Franciaországban található. A család eredetileg Északkelet-Olaszországból, Frioulból származik. 
Francis születése után családja átköltözött Astaffort-ba, Agentől 10 kilométerre fekvő 2000 fős kis faluba. A fiatal Francis egyszerű családból származik. Apja, aki fanatikus harmonikás, kekszgyárban dolgozott. Anyja, akinek nagyon szép hangja volt, pénztáros volt egy kávézóban. Egy nővére és egy öccse van: Martine és Philippe. Szerény körülmények között nőtt föl.
Gyerekként szabadidejében csónaktúrákat szerveztek a Gers folyón, horgászott, a barátaival kosárlabdázott a kis falu terén.
13 éves lehetett, amikor először hallotta a rádióban Bob Dylan, Like A Rolling Stone című dalát. 
Ez a dal volt, ami nagy hatással volt rá és későbbi karrierjére. Freddy nagybátyjától gitárt kapott Karácsonyra. Elkezdte írni első dalait. 
Az iskolában angolul tanult és Neil Young, Leonard Cohen, Bob Dylan dalszövegeket fordított franciára. 17 évesen csatlakozott egy folk-rock csoporthoz, akik koncerteket adtak a helyi bárokban és klubokban. elhagyta az együttest. 1974-ben, Toulouse-ban a Sud Radio által szervezett meghallgatáson vett részt, ahol négyszáz jelölt közül végigmenetelt egészen a döntőig, ahol a Petite Marie című dalával, melyet a feleségéhez Mariette-hez írt, megnyerte a 2000 frankos első díjat.
Három évvel később megjelent az első albuma a Les Murs de Poussières (Poros falak). Ezen az első albumom volt rajta a Petite Marie című dal is, de Cabrel a CBS marketing osztályának nyomása alatt nem igazán tudta személyiségét belevinni. A „Petite Marie" változata ezen az albumon szinte felismerhetetlen, mert a CBS producere a sokat dolgozott, hogy eltüntesse Cabrel déli akcentusát.
A második album a Les chemins de traverse (A keresztutak) viszont nagy sikert aratott. Néhány hét alatt 400 000 példány fogyott belőle. Különösen a Je l'aime à mourir című dal, mely sikerének még egy nagy lökést adott. Mindenki ezt a dalt dúdolta egész Franciaország szerte, annak ellenére, hogy a dal teljesen az ellentéte volt az akkor éppen tomboló diszkóstílusnak.
Fragile (Törékeny) a harmadik album, melyen a L'encre de tes yeux rendkívül érzékire sikerült és szintén hamar népszerű lett, illetve ezen az albumon már elektromos gitárral is bemutatkozott a La Dame de Haute Savoie dalában, mely karrierjének egyik mérföldköve lett.
A Carte Postale (Képeslap) című lemezén érződik az a lelkiállapot, amelyet nem igazán tud feldolgozni egy vidékről Párizsba költözött művész.   
Balladáiban a francia vidéki életet állítja szembe a városi nyüzsgő, zajos élettel és agresszióval. A Carte postale, Répondez-moi (Válaszolj!) és a Chauffard (Erőszakos vezető) tükrözik ezeket a személyes érzéseket.
Az ötödik lemez 1983-ban a Quelqu'un de l'intérieur (Valaki belülről) több változást is hozott. A lemezborítón feltűnik, hogy hosszú  haját rövidre vágatta valamint a dalszövegek, melyek széles körben foglalkoznak a külvilággal, mint a személyes érzésekkel. A Said és Mohamed, mely a bevándorlók sorsával foglalkozik, a Leila et chasseurs, mely elítéli a macho viselkedést vagy a Les Chevaliers cathares, amely elismeréssel adózik a dél-franciaországi okcitán kultúra iránt. De gyönyörű balladákat is tartalmaz az album, mint a La fille qui m'accompagne vagy a Le temps s'en allait.
1985-ben a Photos de voyages ugyanazt az inspirációt követi mint az előző lemeznél, de sokkal szókimondóbban. A rasszizmust a Les gitans (A cigányok), az apartheidet a Soweto, a szovjet elégedetlenséget pedig a Lisa című szám tükrözi.
A harmadik világ nyomorúságának problémáját a címadó dal dolgozza föl.
Szintén nagy siker lett az  Il faudra leur dire (Meg kell nekik mondani), melyet Aurélie lánya keresztelője alkalmából írt. 
Eredetileg astafforti gyerekek adták elő egy leukámiáról készült film kísérőzenéjeként, a dal több hétig a slágerlisták tetején állt.
A Sarbacane címet viselő következő albumot részben az otthonában épített stúdióban vette fel.
Kétmillió példány kelt el a lemezből, nem számítva a kislemezeket, a Sarbacane-t, melyet lányának írt és a C'est écrit amelyet a legnagyobb sikerei közé könyvelhetett el. A sikerek ellenére azt fontolgatja, hogy nem ad ki több lemezt.
Több hónapos turné valamint jótékonysági fellépései után (Les Restos du Cœur, Sol En Si, Urgence) kiadott egy tripla koncertalbumot. D'une ombre à l'autre (Egyik árnyról a másikra) címmel.
Megszületett második lánya. Astaffort önkormányzati tanácsában tisztséget vállal, melyet azért tett, mert úgy érezte, ez tarthatja földön, hogy sikerei ne szédítsék el.
Nyolcadik albuma az Un samedi soir sur la terre (Egy szombat este a földön) finoman kidolgozott dalokat tartalmaz, mint a 
Je t'aimais, je t'aime, je t'aimerai, La cabane du pêcheur. A La corrida (Bikaviadal) az esemény kegyetlenségét támadja.
Ezt a lemezt is turné követi, melyben három párizsi koncert is szerepel: a Théâtre des Champs Elysées-ben, az L'Olympia-ban és a Zénith-ben.
1992 -től a Restos du Coeur alapítványhoz csatlakozott, a Les Enfoires-hoz, melynek támogatója is lett.
1995 januárjában Quebecben is ad koncertet. A lemez pedig elnyeri a Victoire de la Musique-en az év legjobb albuma díjat.
1997-ben a Sol En Si (Szolidaritás az AIDS-es Gyermekekért Alapítvány) koncertjén lép fel.
Egy évvel később megjelent róla egy portrékat tartalmazó fotóalbum. A Mercedes Sosával a Buenos Aires-i Francofolies fesztiválon felvett dal a Vengo a ofrecer mi Corazon hatalmas sikert hozott. Ez felbátorította, hogy kiadja Sarbacane című lemezét spanyol nyelven is.
A Hors saison album, egymillió elkelt példánnyal gyémántlemez lett. Melyet turné követett, Párizsban is a legnagyobb helyeken. Ebből készült a Double Tour tripla koncertalbum.
Létrehozta az Astaffort-i Zenei Találkozót, melyen fiatal művészek találkozhatnak profi zenészekkel, évente kétszer.
A Les Beaux Dégâts albumot 2004-ben, ismét turné követett.
A következő években jótékonysági koncerteken lépett fel.
2007-ben, karrierjének harmincadik évfordulójára L'essentiel címen válogatás lemezt jelentetett meg, néhány új számmal kibővítve.
2008-as Des roses et des orties albumán a Le Cygne blanc társadalmi, az African Tour bevándorlási, A Gens formidables szociális, 
a Les Cardinaux en costume vallási problémákat dolgoz föl. A Mademoiselle l'aventure című dal személyes élményen alapul, egy vietnámi anyáról szól, akinek a kislányát 2004-ben örökbefogadta. Néhány feldolgozás is található az albumon, Bob Dylan-től, aki a legnagyobb példaképe, a Creedance Clearwater-től és JJ Cale-től. A lemez hangzása: elektromos és akusztikus gitár blues stílusban.
2009 óta kis időre visszavonult a zenéléstől.
2010-ben megkapta a Francia Akadémia Francia dal Nagyérme kitüntetését, melyet 1988 óta évente egy előadó kap.
2012. október 22-én megjelenik Vise le ciel című albuma. Nagy kedvence Bob Dylan, tizenegy számának francia nyelvű adaptációját készítette el.
2015-ben megjelent In Extremis címmel új albuma, melyet 2016-ban koncertsorozat követ Franciaország szerte.

## Magánélete
Jelenleg is Astaffort-ban él.
Nős, három lánygyermek apja. ( Manon, Aurélie és Thiu, akit 2004-ben adoptáltak )
Testvérei is astaffortiak. Bátyja, szőlőtermeléssel foglalkozik, akinek borai Franciaország-szerte ismertek.

## Díjai
Francia Akadémia Francia dal Nagyérme kitüntetése (2010)
Victoires de la musique (Az év lemeze 1995)
Victoires de la musique (Az év előadója 1990)
Victoires de la musique (Az év lemeze 1990)
Victoires de la musique (Az év koncertje 1990)
1. Listaelem

## Lemezei
1977 : Les Murs de poussière
1979 : Les Chemins de traverse
1980 : Fragile
1981 : Carte postale
1983 : Quelqu'un de l'intérieur
1985 : Photos de voyages
1989 : Sarbacane
1994 : Samedi soir sur la Terre
1999 : Hors-saison
2004 : Les Beaux Dégâts
2008 : Des roses et des orties
2012 : Vise le ciel
2015 : In Extremis
2020 : À l'aube revenant
Koncertlemezek
1984 : Cabrel public
1991 : D'une Ombre à l'autre
2000 : Double Tour
2005 : La Tournée des Bodegas
2016 : L'in Extremis Tour
Válogatás lemezek
1987 : Cabrel 77-87
1998 : Algo más de amor
2007 : L'essentiel 1977-2007
DVD
2005 : La Tournée Des Bodegas
2009 : Des roses et des orties – La tournée